# 김상근 (그림책 작가)
김상근(1986년 ~ )은 한국의 그림책 작가이며 《두더지의 고민》, 《두더지의 소원》, 《두더지의 여름》, 《별 낚시》, 《가방 안에 든 게 뭐야?》, 《동굴 안에 뭐야?》 등의 대표작이 있다. 《두더지의 소원》을 통해 2019년 BIB 후보자로 선정 되었다

## 생애
김상근은 1986년 서울에서 태어난 한국의 그림책 작가이다. 그는 어린 시절부터 그림 그리기와 이야기하기를 좋아했고 애니메이션에 흥미가 있어 건국대학교에서 애니메이션을 전공하였다. 그는 이전까지 애니메이션을 만들어보았던 경험을 바탕으로 그림책을 통해 생동감 있는 캐릭터들을 만들어 감정을 전달하고 있다. 2015년 《두더지의 고민》 그림책을 시작으로 꾸준히 그림책 작가로서 활동하고 있으며 현재 아내와 아이와 함께 서울에서 거주중이다

## 경력
《두더지의 고민》, 《두더지의 소원》, 《별 낚시》 등 김상근 작가의 그림책은 아름답고 환상적인 서사와 감성적인 캐릭터를 작품에 담고 있다. 그 중 두더지 시리즈는 남녀노소 누구나 공감할 수 있는 이야기와 순수하고 사랑스러운 캐릭터로 좋은 평가를 얻었고 볼로냐 아동 도서전에 소개되어 한국 뿐 아니라 10여 개국의 세계 각지에서 여러 판본으로 출판되고 있다.

## 스타일
김상근 작가는 색과 화면 연출을 세부적으로 구성한 후 그림책 제작을 시작한다. 그림책 제작 시에는 주로 색연필과 파스텔, 펜을 사용하며 디지털 작업을 병행한다. 그의 작품을 살펴보면 주로 동물을 소재로 하며 동물이 사람처럼 행동하는 모습을 통해 작품 속에 메시지를 전달한다. 작품들 중 주인공에서 가장 많은 비중을 차지하는 동물은 두더지이다. 작가는 두더지의 특성과 습성, 모습 등이 현대 사회를 살아가는 우리 인간의 모습들과 접점이 있다고 생각하여 매력을 느낀다고 한다.
김상근 작가의 그림책에는 아이와 어른 모두를 위한 메시지를 담고 있다. 그는 ‘그림책 속에서 위로를 받고, 삶의 어려움을 통과할 힌트를 얻는다’라고 말하며 아이들에게는 가르침이 아닌 경험이 필요하고 자기 삶에 대한 인정이 필요하다고 했다. 특히 <두더지의 소원>을 통해서는 ‘어른들이 아이들의 무구한 상상의 세계를 진심으로 응원해주고 격려해주었으면 좋겠다’는 작가의 의도가 숨겨져 있다고 한다.

## 수상
- 2019 BIB(Biennial of Illustrations Bratislava) 한국 출품작 선정 - 두더지의 소원
- 2019 미국 키즈 인디 넥스트 리스트 Top 10, An Indie Next List Top 10 Pick - 두더지의 소원
- 2019 미국어린이도서관협회 우수도서선정 “A Junior Library Guild Selection." - 두더지의 소원
- 2019 미국일러스트레이터협회 선정도서 the Original Art Show at the Society of Illustrators this year - 두더지의 소원
- [1] 2019 Kirkus Reviews Best Books of 2019 list – 두더지의 소원
- [2]2020 화이트레이즈 선정_독일뮌휀국제어린이청소년도서관_selected in Germany for a White Ravens – 별 낚시
- [3]2021 화이트레이즈 선정_독일뮌휀국제어린이청소년도서관_selected in Germany for a White Ravens - 동굴 안에 뭐야?
- 2023 제16회 MOE 그램책서점대상_MOE GRAND PRIZE 5th Prize in Japan - 별 낚시
- 2023 7th Miraiya Picture Book Prize 6위 in Japan - 별 낚시
- 2024 키노쿠니야 Kinokuniya best books! Kids 2024 3위 수상 in Japan - 별 낚시
- 2025 제16회 일본유치원그림책대상 - 별 낚시

## 작품
- 2022 “두더지의 여름” (사계절) ISBN 979-11-6094-959-9
  - 2023 lille muldvarps sommer, fortellerforlaget, Norway
  - 2023, 鼴鼠的夏天, CHILDREN`S PUBLICATIONS CO., LTD, Taiwan
  - 2024, LES PLUS BELLES VACANCES DE MINE-TAUPE, Sens Dessus Dessous(Groupe Delcourt), France
  - 2024, 제목미정, Nanmeebooks Co., Ltd., Thailand
  - 2025, Der Maulwurf sucht das Meer, Beltz&Gelberg, Germany
  - 2025, 제목미정, Polyandria, Russia

- 2020 “동굴 안에 뭐야?” (한림) ISBN 978-89-7094-789-1
  - 2023, QUI SE CACHE　DANS LA GROTTE?, Sens Dessus Dessous(Groupe Delcourt), France
  - 2025, 제목미정, PIE International, Japan
  - 2025, 제목미정, 电子工业出版社有限公司（Publishing House of Electronics Industry Co., Ltd）China

- 2019 "별 낚시" (사계절) ISBN 979-11-6094-460-0
  - 2022, Star Fishing, Abrams Books, USA
  - 2023, 星をつるよる, PIE International, Japan
  - 2023, BONNES NUITS, Sens Dessus Dessous(Groupe Delcourt), France
  - 2025 Il pescatore di stelle , Emme Edizioni (Edizioni EL), Italy
  - 2024, 一起釣星星, 精誠資訊股份有限公司 SYSTEX, Taiwan

- 2017 "두더지의 소원" (사계절) ISBN 979-11-6094-004-6
  - 2017, Wenn du eine Sternschnuppe siehst, wünsch dir was, Beltz&Gelberg, Germany
  - 2019, Little Mole’s Wish, PenguinRandomHouseStudio(Schwartz&Wade), USA
  - 2020, もぐらくんのねがいごと, Iwasaki Shoten(岩崎書店), Japan
  - 2020, 鼴鼠的願望, CHILDREN`S PUBLICATIONS CO., LTD, Taiwan
  - 2022, 小鼹鼠的冬日安慰(如果你想有个朋友，就滚个雪球吧), Beijing Science and Technology Publishing Co.,Ltd., China
  - 2023, lille muldvarps ønske, fortellerforlaget, Norway
  - 2023, Il desiderio di una piccola talpa, KITE EDIZIONI, Italy
  - 2024, Заветное желание кротика, Polyandria, Russia
  - 2024, LE PLUS BEAU BOEU DE MINI-TAUPE, Sens Dessus Dessous(Groupe Delcourt), France
  - 2024, El desig del talp, Pastel de Luna, Spain
  - 2024, El deseo del topo, Pastel de Luna, Catalan

- 2015 "가방 안에 든 게 뭐야?" (한림)ISBN 978-89-7094-822-5
  - 2016, Vite, vite, Rainette!, Âne bâté Éditions, France
  - 2017, 背包裡裝了什麼？, CHILDREN`S PUBLICATIONS CO, LTD, Taiwan
  - 2021, Hva er det i sekken?, fortellerforlaget, Norway
  - 2025, 제목미정, 电子工业出版社有限公司 (Publishing House of Electronics Industry Co., Ltd）China

- 2015, "두더지의 고민" (사계절)ISBN 978-89-5828-816-9
  - 2015, Wenn du Sorgen hast, rolle einen Schneeball, Beltz&Gelberg, Germany
  - 2016, Taupe a un souci, La Pasteque, Canada(French)
  - 2017, 鼴鼠的煩惱, CHILDREN`S PUBLICATIONS CO., LTD, Taiwan
  - 2022, 小鼹鼠的冬日安慰(如果你有烦恼，就滚个雪球吧), Beijing Science and Technology Publishing Co.,Ltd., China
  - 2023, Cuando estés preocupado, Pastel de Luna, Spain
  - 2023, Quan estiguis amoïnat, Pastel de Luna, Catalan
  - 2024, La preoccupazione di una piccola talpa, KITE EDIZIONI, Italy
  - 2025, 제목미정, Polyandria, Russia

## 활동
- 2025 Flip Festival 초청 강연 di letteratura indipendente Pomigliano d'Arco (NAPLES)
- 2024 Madrid picturebook Exhibition 전시 및 강연
- 2024 Bologna Children's Book Fair 전시 및 강연
- 2023 Sharjah International Book Fair 전시 및 강연
- 2014 Bologna Children's Book Fair 참가
- 2013 Bologna Children's Book Fair 참가